# Ле-Лендуа
Ле-Лендуа́ (фр. Le Lindois) — коммуна во Франции, находится в регионе Пуату — Шаранта. Департамент — Шаранта. Входит в состав кантона Монтамбёф. Округ коммуны — Конфолан.
Код INSEE коммуны — 16188.
Коммуна расположена приблизительно в 370 км к югу от Парижа, в 95 км южнее Пуатье, в 36 км к востоку от Ангулема.

## Население
Население коммуны на 2008 год составляло 327 человек.
| 1962 | 1968 | 1975 | 1982 | 1990 | 1999 | 2008 |
| ---- | ---- | ---- | ---- | ---- | ---- | ---- |
| 569  | 481  | 388  | 352  | 311  | 330  | 327  |

## Администрация
| Период | Период | Фамилия            | Партия | Примечания |
| ------ | ------ | ------------------ | ------ | ---------- |
| 1995   | 2008   | Жан-Даниель Лафорж |        |            |
| 2008   |        | Оливье Гайяр       |        | фермер     |

## Экономика
В 2007 году среди 193 человек в трудоспособном возрасте (15—64 лет) 120 были экономически активными, 73 — неактивными (показатель активности — 62,2 %, в 1999 году было 64,9 %). Из 120 активных работали 109 человек (62 мужчины и 47 женщин), безработных было 11 (3 мужчины и 8 женщин). Среди 73 неактивных 9 человек были учениками или студентами, 34 — пенсионерами, 30 были неактивными по другим причинам.

## Достопримечательности
- Руины церкви Сен-Пьер (XIV век). Исторический памятник с 1928 года[3]. В 1924 году на другой улице была построена новая приходская церковь Сен-Пьер, при возведении которой использовались камни старой церкви.

## Фотогалерея

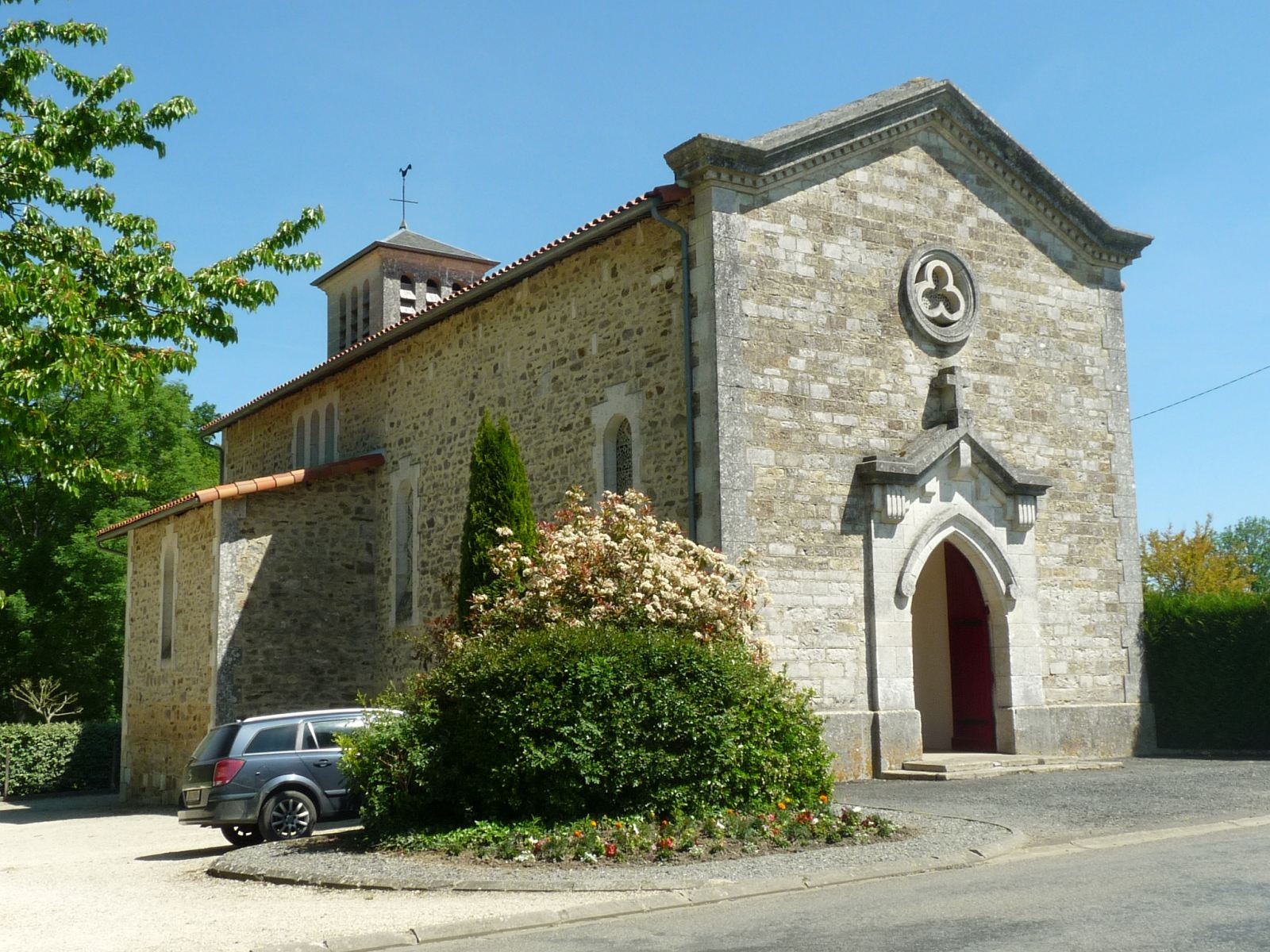
Приходская церковь Сен-Пьер
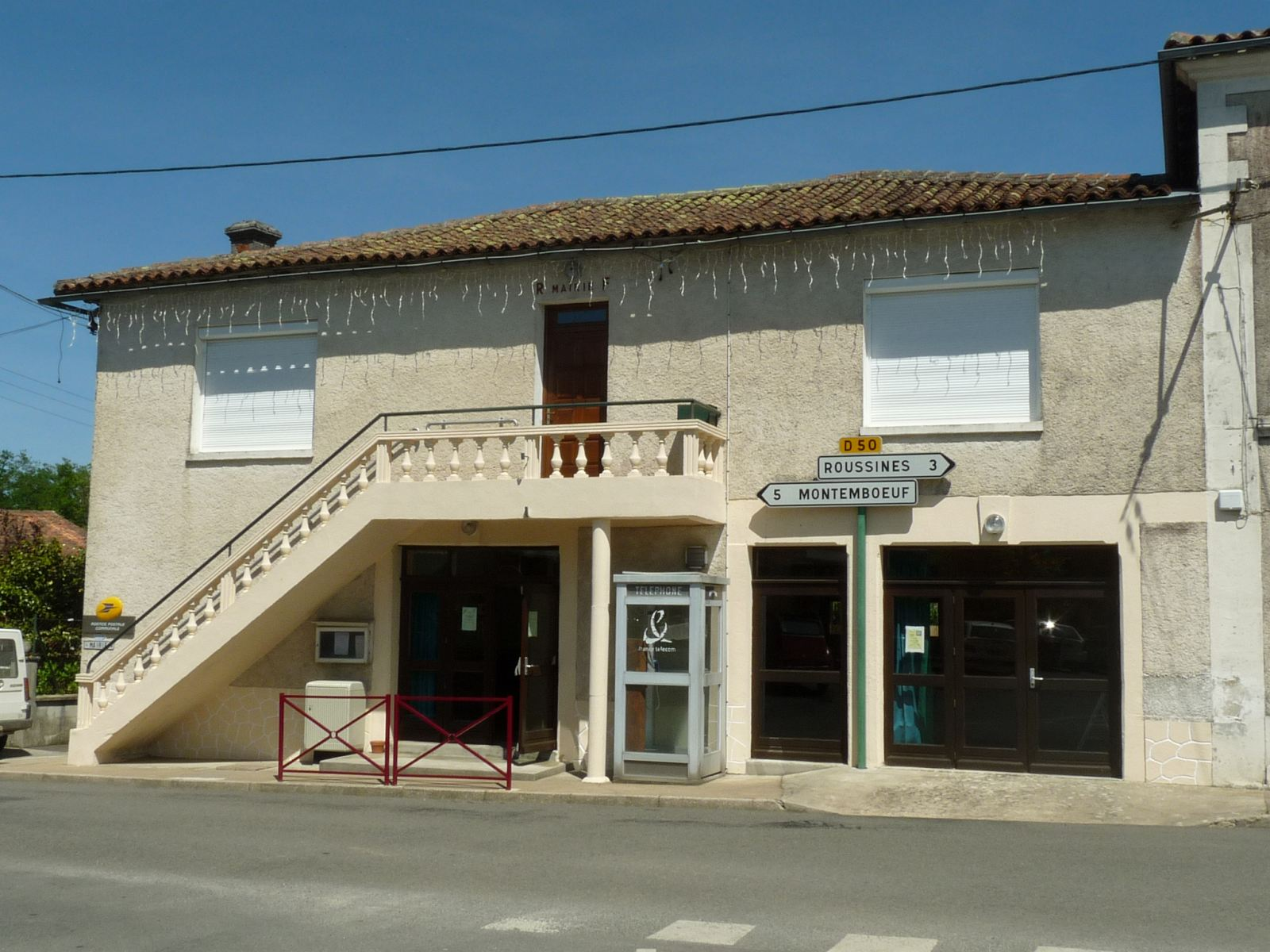
Мэрия
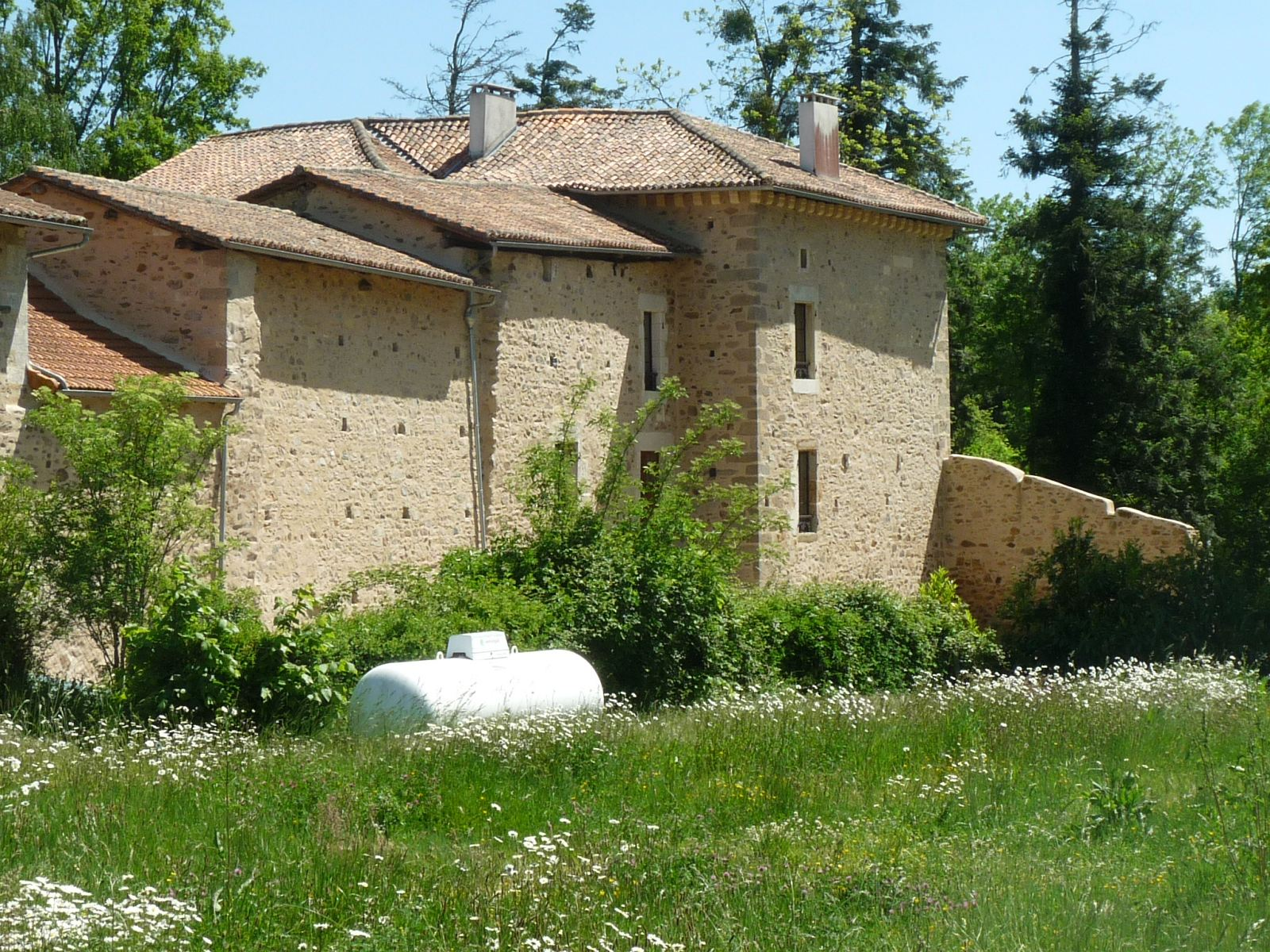
Старый замок